# モルガン・スタンレー日本証券
モルガン・スタンレー日本証券（モルガン・スタンレーにほんしょうけん、英文名称：Morgan Stanley Nippon Securities Limited）は、日本において2001年のみ営業していた証券会社。

## 概要
当時米メリルリンチが、旧山一證券の営業マンを大量に採用しメリルリンチ日本証券を設立して日本における個人投資家向け業務を積極展開していたのに刺激され、2001年1月に米モルガン・スタンレーが個人投資家向け業務を担当する「モルガン・スタンレー・ディーン・ウィッター日本証券」として設立。同月には東京・日本橋と恵比寿に支店を開設する。同年4月には「モルガン・スタンレー日本証券」に社名を変更。
当初の予定では日本橋・恵比寿の両支店での試験的な営業結果を元に日本全国に支店を展開する計画だったが、いわゆる9.11テロ事件やIT不況などの影響から、同年11月13日に日本における個人投資家向け業務からの撤退を発表、その後同社は清算された。
なお、2006年から存在したモルガン・スタンレー証券（モルガン・スタンレーの日本事業を引き継いだ日本法人。2010年からはモルガン・スタンレーMUFG証券）とは、直接的な関係はない。